# Louis Bernicot
Louis Bernicot, né le 13 décembre 1883 dans le port de l'Aber Wrac'h (commune de Landéda, Finistère Nord) et mort le 29 novembre 1952 à Saint-Nexans (Dordogne), est un navigateur français connu pour son tour du monde en solitaire d'août 1936 à mai 1938, soit 32 000 milles en 21 mois 9 jours. 
Il navigue d'abord sur de grands voiliers qui faisaient la route du cap Horn pour ramener du nickel de Nouvelle-Calédonie, puis fait une longue carrière d'officier. Entré comme lieutenant aux  Chargeurs réunis, il reçoit son brevet de capitaine au long cours en 1909 et passe à la Transat pour laquelle il navigue jusqu'en 1921. Il termine sa carrière en 1934 après avoir organisé les services de l'agence de la compagnie aux États-Unis
Il envisage alors de faire un tour du monde en solitaire sur un voilier et passe commande au chantier Moguerou de Carantec (Finistère) d'un côtre de 12,50 m : l'Anahita.
Il appareille de Carantec le 22 aout 1936 puis fait escale à Madère, Mar del Plata et passe le détroit de Magellan. À Tahiti, il fait avancer son mât de 25 cm, franchit le détroit de Torres, s'arrête à l'Ile Maurice et à La Réunion, puis à Durban et au Cap. Il fait encore escale aux Açores et arrive au Verdon le 30 mai 1938 après avoir couvert 32 000 milles en 21 mois.
Louis Bernicot a ainsi réalisé un des plus grands exploits maritimes du XXe siècle. Précédé par Alain Gerbault, il était le deuxième français et le quatrième marin solitaire à avoir accompli ce périlleux voyage. Il le fit dans la discrétion et avec élégance, sans rien casser. Il est injustement oublié aujourd'hui.
Il a relaté son périple sur le bateau qu'il avait fait construire dans « La croisière d'Anahita », publié à Paris, NRF Gallimard, 1939.

## Biographie

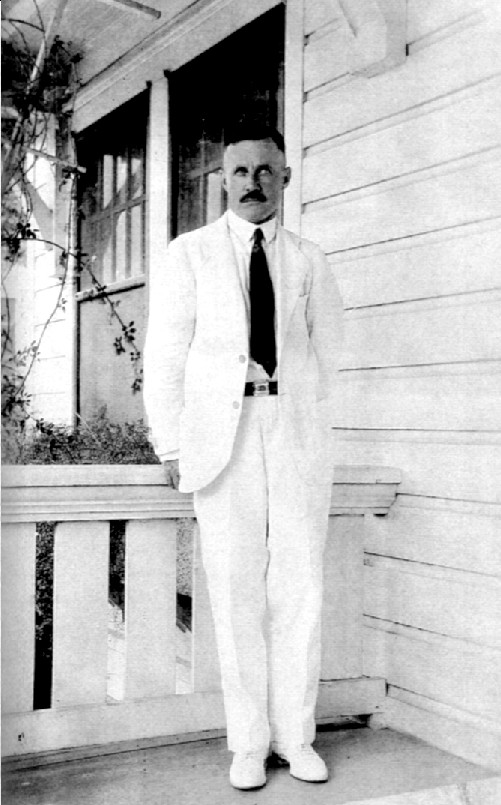
Louis Bernicot au Texas en 1926.

Né le 13 décembre 1883 à Saint-Antoine-de-Landéda, près de l'Aber Wrac'h, Louis Bernicot est un Breton de souche, issu d'une lignée de marins. Son père était Jean Marguerite Bernicot, pilote et légion d'honneur, né le 12 juillet 1853 à Landéda et décédé le 15 décembre 1903 à Landéda.
Louis Bernicot obtient son certificat d'études à 12 ans, puis va à l'École Pratique d'Industrie de Brest. À 18 ans, il s'engage dans la Marine. Un an plus tard, en 1902, on le trouve timonier breveté à bord de La Couronne, basée à Toulon.

### Carrière dans la marine marchande
Au sortir de son service, il embarque 9 mois à bord du Président Félix Faure, quatre-mâts barque de 2860 tonneaux, grand voilier de 99 mètres qui assure le transport du nickel entre la Nouvelle-Calédonie et la France.
Entré aux Chargeurs réunis, il navigue jusqu'à 24 ans, troisième lieutenant sur les unités de la compagnie, délaissant la voile pour les passerelles des vapeurs. Il obtient à Bordeaux, au tout début de l'année 1909, son brevet de capitaine au long cours, et entre alors à la Compagnie générale transatlantique.
Lorsqu'éclate la Première Guerre mondiale, il sert comme capitaine de navires marchands assurant le transport de munitions entre les États-Unis et l'Europe.
La paix revenue, il obtient divers commandements, dont L'Indiana et le Saint-Louis qui inaugurera en décembre 1919 la nouvelle ligne du Pacifique Sud, et qui sera son dernier bateau.
En 1921, il met un terme à sa carrière de naviguant pour rejoindre à Paris le siège de la Transat. En 1922 il organise les services de la Transat aux États-unis. Il y séjourne 11 ans, d'abord à La Nouvelle-Orléans, puis à Houston, au Texas, où il demeure jusqu'au milieu de l'année 1933.
Après 11 ans passés aux États-Unis, il est affecté en Guadeloupe pour y diriger l'agence de Basse-Terre. Il n'y reste qu'une année, avant de faire valoir ses droits à la retraite à l'âge de 55 ans.

### Retraite
Il se retire alors sur ses terres de Dordogne, au Bignac, à Saint-Nexans, où il a acquis un domaine d'une quarantaine d'hectares au milieu des années 1920. L'ancien capitaine au long cours devient gentleman farmer sans véritable passion. Il se retrouve alors sans occupation à la campagne, laissant à son épouse le soin de veiller sur les ouvriers agricoles. Une vie pareille lui étant impossible, il a alors décidé, vers la fin de 1935 de faire construire un petit yacht et de reprendre la mer en entreprenant une croisière de circumnavigation.
D'après son cahier des charges et ses croquis, les plans d'Anahita furent établis par l'architecte girondin Talma Bertrand. La construction est due au chantier Moguérou de Carantec. Les plans du bateau et l'annonce de son lancement furent publiés dans la revue Le Yacht du 7 novembre 1936.

## Le tour du monde
L'Anahita (nom de la déesse des eaux, en Perse), petit cotre de douze mètres de long, est lancé début août 1936, et il appareille vingt jours plus tard pour la grande aventure. Parti le 22 août 1936 de Carantec et revenu le 30 mai 1938 à la pointe de Graves, il accomplit en moins de deux ans un remarquable tour du monde rythmé par quatorze courtes escales.

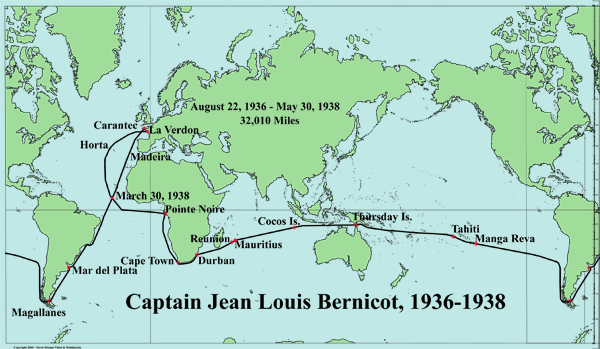
La croisière d'Anahita.

Le périple accompli autour du monde en moins de 21 mois se décompose avec les escales suivantes :
- Départ de Carantec le 22 août 1936
- Mar Del Plata du 11 au 23 décembre 1936
- Détroit de Magellan le 16 janvier 1937
- Magallanes du 23 au 26 janvier 1937
- Ile de Pâques 17 mars 1937
- Iles Gambier 4 avril 1937
- Tahiti du 2 au 25 mai 1937
- Nouvelles Hébrides 22 et 23 juin 1937
- Ile Thursday du 8 au 15 juillet 1937
- Archipel des Cocos du 7 au 22 août 1937
- Ile Maurice du 11 au 19 septembre 1937
- Ile de la Réunion du 18 septembre au 20 octobre 1937
- Durban du 6 novembre au 2 décembre 1937
- Le Cap du 10 décembre 1937 au 4 janvier 1938
- Pointe Noire du 27 janvier au 2 mars 1938
- Horta (Açores)
- Arrivée à la Pointe de Graves le 30 mai 1938

## Navigations ultérieures

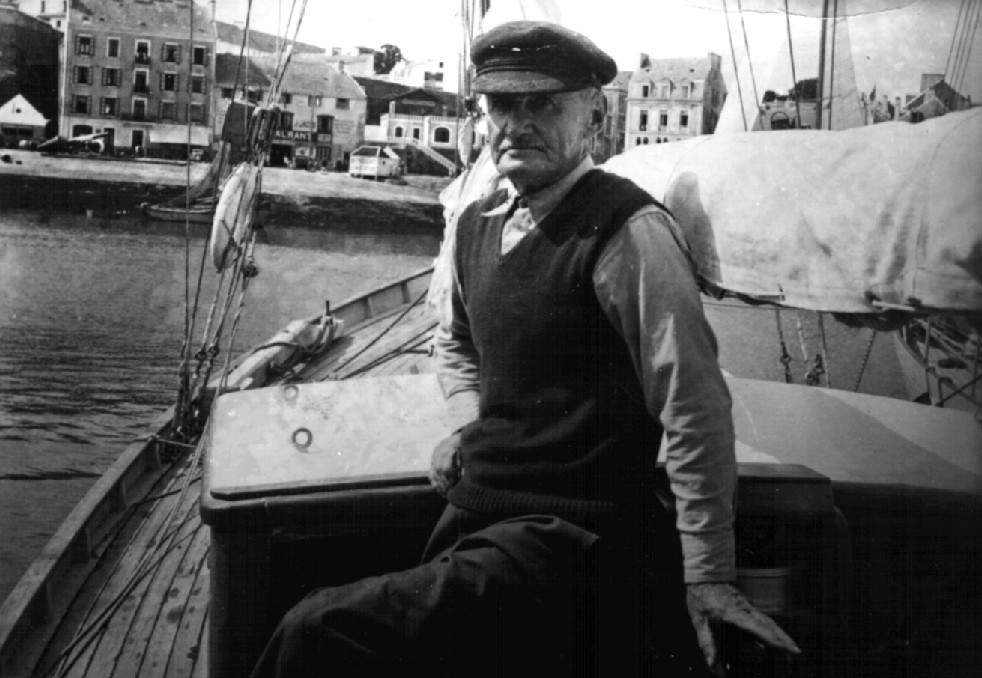
Louis Bernicot à l'Île de Ré en 1952.

À la Libération, compte tenu des circonstances, on peut considérer quasiment miraculeux que l'Anahita soit restée intacte, même si elle avait visiblement souffert de cinq ans d'abandon. Dès qu'il le peut, Louis Bernicot fait son possible pour la remettre en état de prendre la mer. Ramener son fils Pierre au Gabon où il puisse y reprendre sa situation est un excellent prétexte à un nouvel appareillage.
Aussi, le 25 septembre 1945 il fait voile de La Trinité vers Casablanca, puis de là vers Santa Cruz de Tenerife, Dakar et enfin Pointe Noire qu'il atteint le 24 janvier 1946. Il y séjourne jusqu'au 24 mars, et repart par les Açores jusqu'à son atterrissage sur l'estuaire de la Gironde en juin 1946.
L'été de l'année suivante, on retrouve le navigateur le long des côtes de France, seul ou en équipage.
À l'automne 1951, il repart en solitaire pour le Maroc, faisant escale à Casablanca.
La dernière grande navigation de l'Anahita a lieu au début du printemps de 1952, une nouvelle fois entre la France et Casablanca, d'où le navigateur revient au début de l'été.
Mouillé à Saint-Martin-de-Ré, il a un accident dans la mâture, et il souffre d'une douleur dans l'aine, et ne peut se permettre de naviguer cet été là.
Le 21 août il rencontre à Belle-Ile, au port du Palais, le navigateur solitaire Jacques-Yves Le Toumelin qui vient d'achever son tour du monde à bord du Kurun et le régatier Frank Guillet, lui-même au port à bord de son superbe yawl Aile Noire.
Un jour d'automne, il rentre au Bignac sans prévenir. Ce n'est que l'ombre de lui-même. Le docteur Rousseau, médecin du pays, diagnostique un cancer du tube digestif, trop avancé pour entreprendre quelque traitement que ce soit.
Il meurt à Saint-Nexans le 29 novembre 1952 à 69 ans, et repose au cimetière de Saint-Nexans.

## Son cotre: l'Anahita

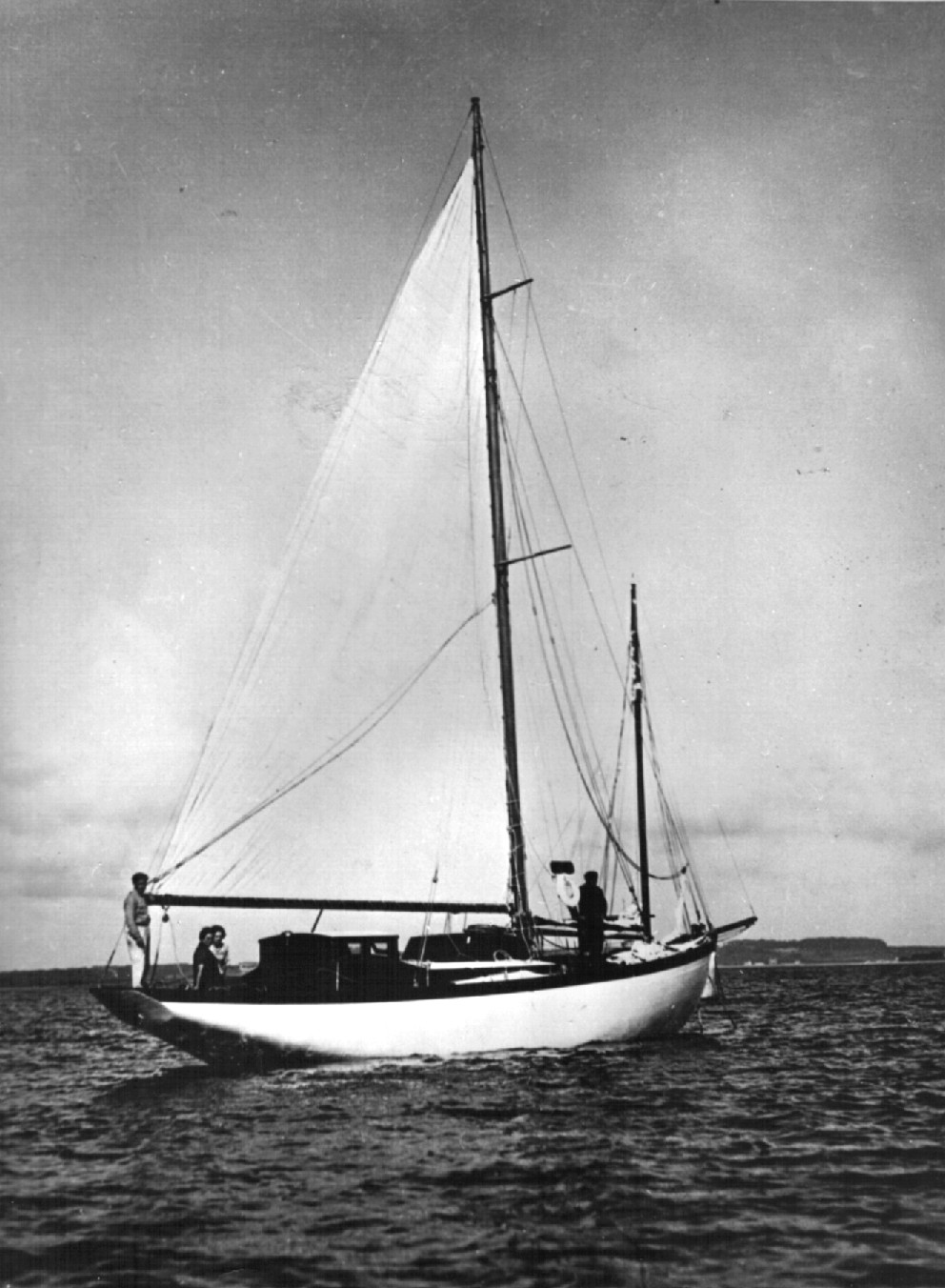
Le cotre Anahita.

Issu des méditations de Louis Bernicot, qui en établit le cahier des charges et des croquis, et construit par le chantier Moguérou de Carantec (aujourd'hui chantier Jézéquel) suivant les plans de l'architecte bordelais Talma Bertrand, l'Anahita est un cotre de 10 tonneaux, d'une longueur totale de 12,5 mètres, avec une largeur extrême de 3,5 mètres et un tirant d'eau d'environ 1,7 mètre.
Il possède un mat unique, du type Marconi, avec un gui à rouleau, et un petit rouf vitré s'élevant à 3 pieds environ au-dessus du pont. Il est doté d'un petit moteur pour faciliter les entrées et sorties de port et, à un certain degré, la traversée de parages de calmes.
Après la mort de Louis Bernicot en 1952, le bateau, acquis par un M. de Gaalon, navigua un bon moment en Méditerranée, puis, revendu, passa sous pavillon suédois où il servit pour une activité de charter. Il fut malheureusement remanié pour les besoins de ce nouvel emploi. Une création unique en son genre fit place à l'ordinaire et au commun.

En 1980, en état fort médiocre, il fut vendu, puis remis en vente pour finalement être racheté en mai 1982 à son dernier propriétaire résidant à Fort-de-France par Jacques Chauveau et son association Amerami, grâce à une subvention de la ville de Saint-Malo. Il en fit don au Musée de la Marine. Celui-ci le fit transporter à l'arsenal de Brest. Le bateau y fut pillé, notamment de ses voiles et de son moteur.

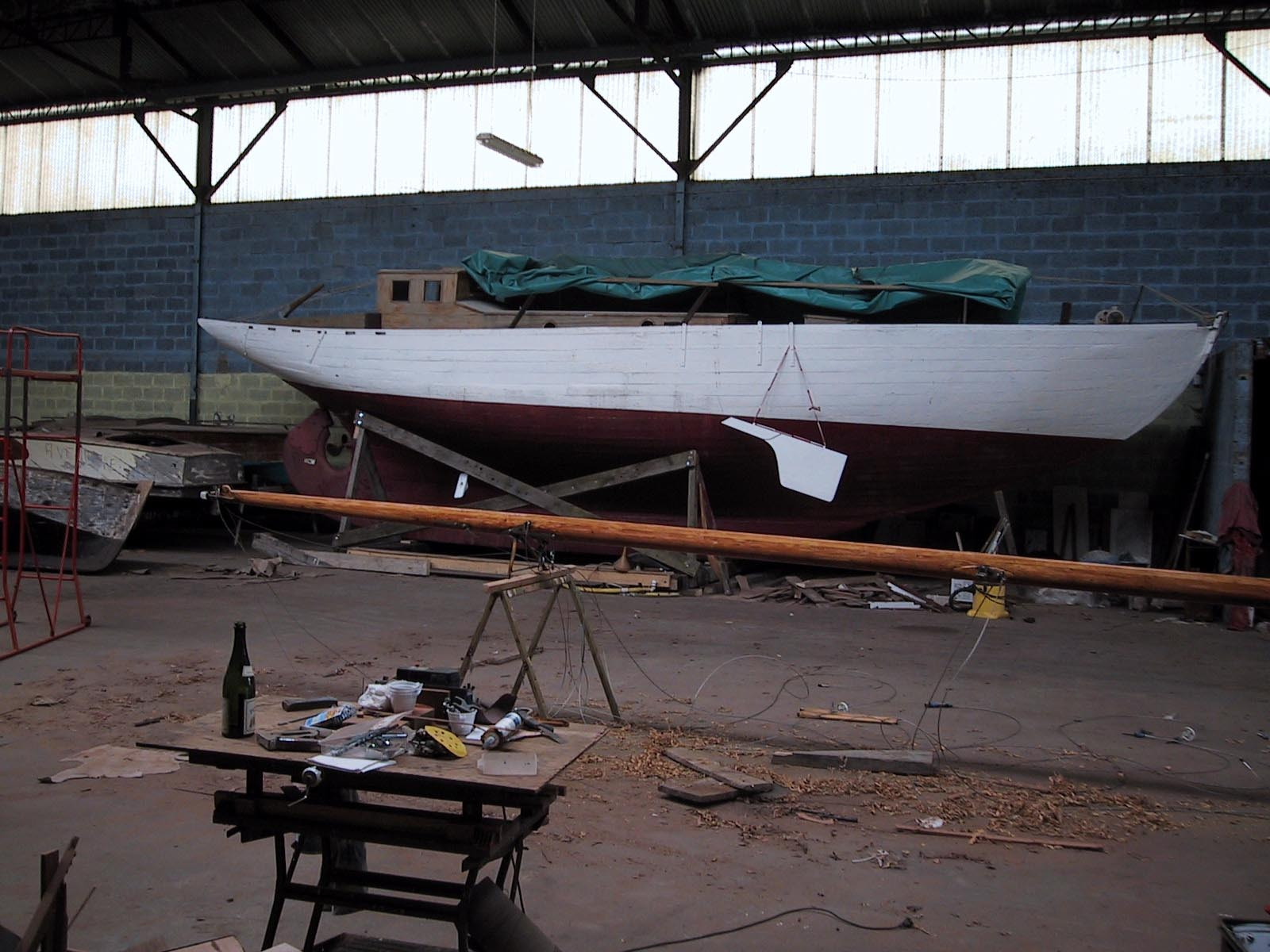
L'Anahita en 2005.

Au début de 1988, les superstructures et le rouf d'origine furent repris au chantier de Raymond Labbé. Hélas la restauration s'arrêta là.
Entreposé de longues années dans un hangar à Dives, très malmené par des manutentions brutales, le bateau a terriblement souffert.
Au début de l'année 2000, il a été transféré à Honfleur, au chantier de l'Estuaire, spécialisé dans la restauration d'unités traditionnelles. Couvert d'une bâche, étayé convenablement, régulièrement recalé pour tenter de le remettre en forme, le bateau ne naviguera plus jamais. Au mieux, il pourra être un jour exposé dans un musée. Rien ne subsiste de la création de Louis Bernicot.

## Ses récits

### Son premier livre: La croisière d'Anahita

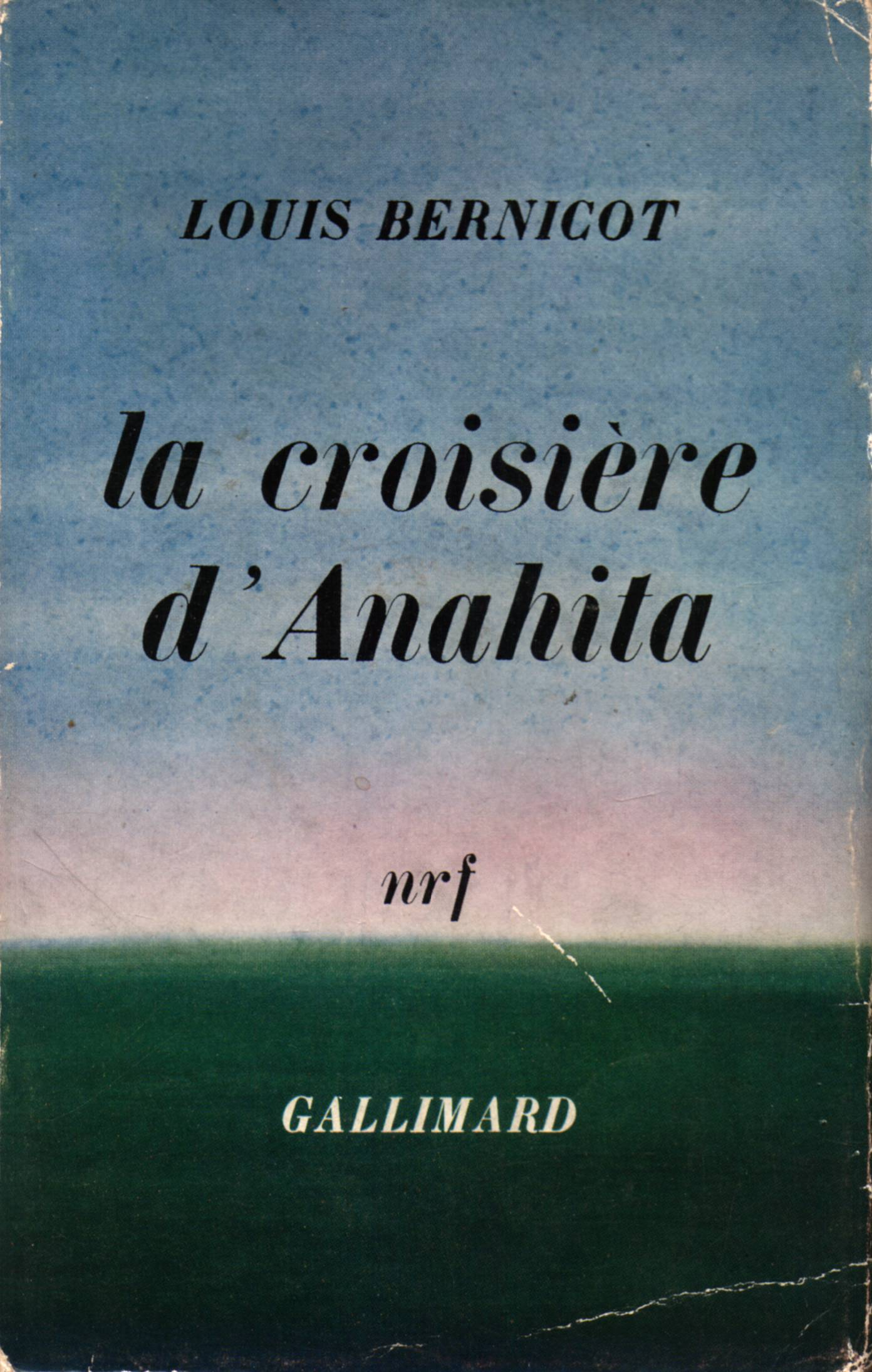
La croisière d'Anahita.

Ce livre a été édité en 1939, et était dédié à la mémoire des capitaines, officiers et marins disparus dans les tourmentes du Cap Horn.
Il a été réédité en 1959 par la librairie Gallimard.
Il ne comportait que le récit de la croisière de 1936-1937.
Louis Bernicot eut la chance de disposer d'un traducteur éminent en la personne d'Edward Allcard, navigateur chevronné. Allcard, qui avait abandonné son métier d'architecte naval et d'expert maritime pour naviguer à sa guise, traduisit "The voyage of Anahita" en pleine mer, à bord de son propre bateau lors d'une traversée de l'Atlantique. La version anglaise de ce livre parut en Angleterre en 1953.

### Le second livre

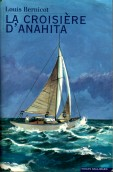
La croisière d'Anahita.

Cette nouvelle édition augmentée a été réalisée par Eric Vibart en 2002, et publié par Voiles Gallimard.
Outre la croisière d'Anahita, il comporte en plus :
- le texte d'un entretien, réalisé plus de deux semaines après le retour de Louis Bernicot en France, qui fut publié dans le Journal de Bergerac du 18 juin 1938, au moment où l'Anahita venait juste de remonter la Gironde.
- l'Anahita reprend le large, récit originellement publié dans l'hebdomadaire le Yacht dans ses éditions des 1er novembre 1946, 11 janvier et 15 février 1947.
- des pièces annexes (entre le mythe et l'oubli, l'Anahita et des remerciements).

## Hommages
Plusieurs communes de Bretagne ont donné son nom à une rue, on peut citer notamment Landéda, Brest, Carantec, Lannilis.

### Sources et bibliographie
- Emmanuel Salmon-Legagneur (dir.) et al. (préf. Yvon Bourges, anc. ministre, prés. du conseil régional de Bretagne), Les noms qui ont fait l'histoire de Bretagne : 1 000 noms pour les rues de Bretagne, Spézet, Coop Breizh et Institut culturel de Bretagne, 1997, 446 p. (ISBN 978-2-84346-032-6), p. 46Notice de Bernard Le Nail.